# Théorie du cycle texte-conversation
La théorie du cycle texte-conversation, dans le champ de la communication des organisations, montre comment la communication constitue l’organisation.
Dans sa plus simple expression, elle stipule qu’une organisation est créée et définie par la communication. La communication « est » l’organisation et l’organisation existe parce qu’une communication existe. Ainsi, la théorie est construite sur l’idée qu’une organisation n’est pas à voir comme une unité physique qui « contiendrait » la communication. La théorie texte et conversation place donc les processus de communication au cœur de la communication d’organisation et postule qu’une organisation ne « contient » pas la communication qui en serait alors conséquente mais, au contraire, est formée par la communication qui y prend place. Elle n'a pas pour vocation une application directe. La théorie comprend un modèle permettant de mieux comprendre la communication dans un contexte d’organisation.
Considérant la communication comme le fondement d'une organisation, l'organisation est le résultat de communications entre individus discutant de croyances, d'objectifs, de structures, de plans et de relations. La dimension processuelle de l'organisation importe particulièrement puisque le développement, la réception et les traductions de "textes et conversations" sont constants.

## Définitions
Les concepts de « texte » et de « conversation » sont à la base de cette théorie. Le texte est défini comme le contenu d'une interaction, « ce qui est dit » dans l'interaction. Le texte est la signification rendue disponible aux individus à travers une communication en face-à-face ou médiatisée. La conversation est définie comme « ce qui advient » entre deux ou plusieurs participants dans un processus de communication. La conversation, c'est l'échange, l'interaction en tant que telle.
Le processus d'échange du texte et de la conversation est considéré comme réciproque en ce sens que le texte nécessite une interaction pour émerger tandis qu'une conversation n'est possible que parce qu'elle rend disponible un contenu. En d'autres termes, le texte dans lequel le contenu est indissociable du contexte de son énonciation et une conversation indissociable de ce qui fait son début, son milieu et sa fin. Lorsqu'une conversation est couplée à un texte (c'est alors un signifié), une communication advient. James Taylor considère ce processus comme une traduction du texte à la conversation (les idées émergent par leur contexte d'énonciation) et d'une conversation en un texte (une situation d'échange permet l'émergence de contenu).
La textualité et la textualisation, dans l'interaction, deviennent des dimensions structurantes des organisations contemporaines, lesquelles sont composées de communautés de pratiques diversifiées, avec leurs propres discours et jeux de langage. Ainsi, le caractère éphémère et pluriel des conversations trouve dans les textes une mémoire, une durée qui forme la base même de l'organisation. Dans la mesure où les textes sont produits en interaction, ils représentent à la fois le contexte de la conversation et la conversation elle-même, transformant de cette manière le « site conversationnel » en une « surface textuelle », acceptée et reconnue dans l'organisation et participant à l'édification d'une identité collective. L'identité collective ne peut se comprendre qu'à travers la récursivité du langage. Une conversation est récursive lorsque le texte devient aussi son propre sujet. Par exemple, lorsqu'une personne A reformule une précédente assertion par les termes : « ce que je voulais dire, c'est que... », elle donne de l'information supplémentaire sur ses intentions, elle partage des éléments contextuels. La conversation est parlée autant qu'elle parle en somme. L'échange précédent devient le sujet du nouvel échange, d'une façon réflexive et récursive. Le résultat de cette métaconversation est la création d'un nouveau « nous » sous une forme univoque qui pourra être partagée à d'autres.

## Théoriciens

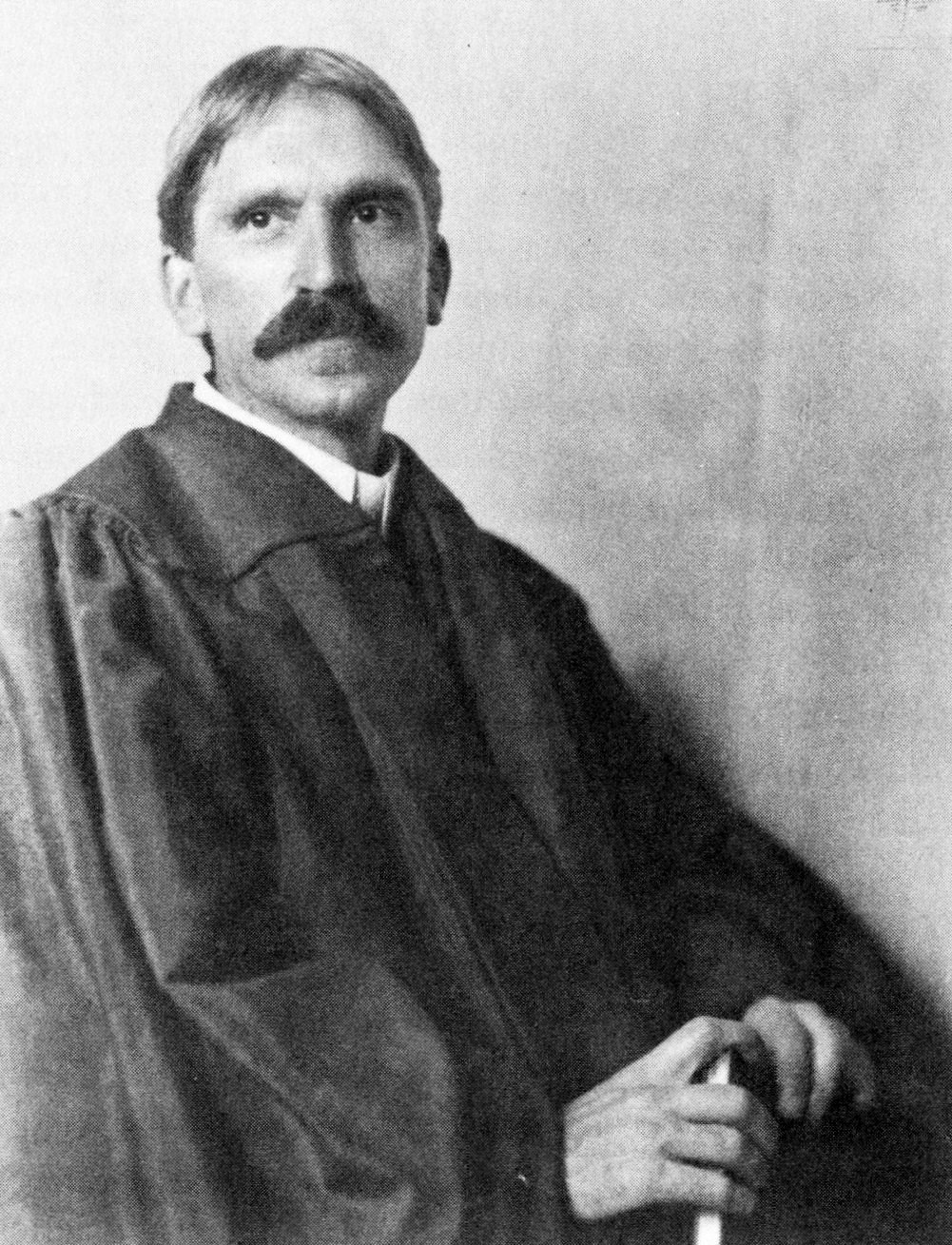
John Dewey, photographie de 1902

James Taylor a introduit la théorie Texte et Conversation en 1996, en collaboration avec François Cooren, Hélène Giroux et Daniel Robichaud. Taylor s'est appuyé sur les travaux du sociologue et enseignant John Dewey dont l'approche pragmatique consistait à comprendre la société comme étant en communication. Taylor a appliqué le même principe à la théorie des organisations, faisant de la communication l'essence d'une organisation. La pensée de Taylor et de ses collègues commence à être connue, en communication des organisations, comme l'École de Montréal et à être reconnue comme une théorie originale par des auteurs comme Haridimos Tsoukas, Linda Putnam et Karl E. Weick .

## Théories fondatrices

### Théorie de la structuration
Proposée par Anthony Giddens en 1984, la théorie de la structuration, adaptée au champ de la communication des organisations, explore la dualité entre les communications formelle et informelle d'une part et comment et pourquoi des changements structurels sont possibles dans une organisation d'autre part. Cette théorie est basée sur les concepts de structure et action, la structure se définissant comme les règles et les ressources d'une organisation ; l'action par le libre choix de faire autrement que ce qui est prescrit par la structure.
La structure et l'action coexistent. Les règles et les ressources formelles ont un impact sur les communications et discours informels. La dualité des deux concepts et leur coexistence assure un processus cyclique entre la structure et l'action, lesquelles sont cause et conséquence l'une de l'autre : de nouvelles structures et actions sont créées à l'issue de relations causales entre de précédentes structures et actions. Ce qui permet de comprendre la structuration, c'est justement la dualité de la structure. Giddens reprend ainsi les arguments de Harold Garfinkel qui envisageait les normes en interaction, c'est-à-dire dans leur caractère à la fois régulateur et constitutif de l'activité des acteurs.
La théorie de la structuration de Giddens est liée à la théorie texte et conversation en ce qu'elles considèrent toutes deux la communication dans ses dimensions duales et causales. La principale différence entre les deux théories est que la théorie de la structuration explique comment la communication agit sur l'organisation, les texte et conversation, au moyen des structure et action. Avec la théorie de la structuration, Giddens met en évidence que ce sont les relations causales mutuelles qui constituent l'essence de l'organisation.

### Théorie de la conversation
Proposée par Gordon Pask dans les années 1970, la théorie de la conversation identifie un cadre pour expliquer comment la théorie scientifique et les interactions forme la "construction du savoir". Cette théorie se base sur l'idée que les systèmes sociaux sont symboliques et que la place du langage y est primordiale puisqu'à travers les réponses et les interprétations, c'est la situation de communication qui permet aux individus d'interpréter le sens. La théorie de la conversation est donc fondée sur l'interaction entre deux ou plusieurs individus, chacun ayant ses propres points de vue. Les différents points de vue sont fondamentaux en ce qu'ils sont distinctifs : c'est-à-dire qu'il permettent d'étudier comment les gens identifient les différences qui existent entre eux et comment ils en font sens. De plus, ces différences créent des "poches d'interactions" partagées et consensuelles.
D'après la théorie de la conversation, l'apprentissage se fait au travers l'échange autour de questions, ce qui contribue à rendre la connaissance explicite. Pour que cela soit possible, Pask identifie trois niveaux de conversations :
- Le langage naturel : une discussion d'ordre général ;
- Un langage « objectif » : une discussion portant sur un objet particulier ;
- Un métalangage : une discussion qui porte sur elle-même.

À ces trois niveaux de langages, Pask propose deux types de stratégies distinctes pour faciliter l'apprentissage mutuel : 
- Les « sérialistes » qui favorise la progression conversationnelle de manière séquentielle, à travers une structure précise ;
- Une approche holistique qui envisage la conversation dans sa totalité à travers d'autres formes d'articulations.

Aucune des deux approches ne seraient favorisées par les apprenants dans la mesure où toutes deux sont intégrées dans la structure de l'apprentissage.
Les similitudes entre la théorie de la conversation et la théorie texte et conversation résident dans le fait qu'elles se focalisent toutes les deux sur ce qui fonde la signification, comment et pourquoi une signification est établie entre des individus. La différence principale entre les deux théories est une différence d'échelle : la théorie de la conversation étudie spécifiquement les dynamiques entre deux personnes lorsque la théorie texte et conversation s'applique à deux personnes au minimum.

### Théorie dusensemakingdeKarl Weick
Par sensemaking, Weick entend le processus par lequel les gens tentent de faire sens des organisations, et les organisations tentent de faire sens de leur environnement. Weick attire l'attention sur les questions d'ambiguïté et d'incertitude dans ce processus de « faire sens de », lesquelles sont connues sous le nom d'équivocité dans la recherche sur les organisations. Pour Karl Weick, le processus de sensemaking est rétrospectif. Il l'illustre par cette phrase : « Les gens ne peuvent savoir ce qu'ils sont en train de faire qu'après l'avoir fait ». Autrement dit, faire l'expérience de quelque chose exige de pouvoir s'extraire de la situation d'expérience pour y porter attention. Le sensemaking est donc, par définition, une activité incluant une dimension meta à la «conscience discursive» de Giddens.
La théorie du sensemaking, proche de l'interactionnisme symbolique, comprend également une dimension conversationnelle. L'élaboration du sens se fait au cours de conversations où les pensées, les sentiments et les intentions individuels s'entre-tissent pour atteindre un niveau de subjectivité générique.

### Traduction et notes
- (en) Cet article est partiellement ou en totalité issu de l’article de Wikipédia en anglais intitulé « Text and conversation theory » (voir la liste des auteurs).

1. ↑  James Renwick Taylor est né en 1928 et est Professeur émérite au Département de Communication de l'Université de Montréal, lequel a été fondé au début des années 1970. Les principales influences de Taylor lorsqu'il forme la théorie Texte et Conversation sont les travaux dans les champs de la psychologie des organisations, notamment ceux de Karl Weick, ceux de l'ethnométhodologue Harold Garfinkel, de Deirdre Boden, du phénoménologue Alfred Schütz et d'Edwin Hutchins.